# Midlothian (Texas)
Midlothian es una ciudad ubicada en el condado de Ellis en el estado estadounidense de Texas. En el Censo de 2010 tenía una población de 18.037 habitantes y una densidad poblacional de 138,18 personas por km².

## Geografía
Midlothian se encuentra ubicada en las coordenadas 32°28′12″N 96°59′0″O / 32.47000, -96.98333. Según la Oficina del Censo de los Estados Unidos, Midlothian tiene una superficie total de 130.53 km², de la cual 128.86 km² corresponden a tierra firme y (1.28%) 1.68 km² es agua.

## Demografía
Según el censo de 2010, había 18.037 personas residiendo en Midlothian. La densidad de población era de 138,18 hab./km². De los 18.037 habitantes, Midlothian estaba compuesto por el 88.51% blancos, el 3.63% eran afroamericanos, el 0.41% eran amerindios, el 0.79% eran asiáticos, el 0.06% eran isleños del Pacífico, el 4.25% eran de otras razas y el 2.36% pertenecían a dos o más razas. Del total de la población el 15.16% eran hispanos o latinos de cualquier raza.